# Ер (Еро)
Ер (фр. Les Aires) је насељено место у Француској у региону Лангдок-Русијон, у департману Еро.
По подацима из 2011. године у општини је живело 580 становника, а густина насељености је износила 28,24 становника/km².

## Демографија
| 1962. | 1968. | 1975. | 1982. | 1990. | 2011. |
| ----- | ----- | ----- | ----- | ----- | ----- |
| 324   | 364   | 361   | 467   | 537   | 580   |